# Fawzia al-Otaibi
Fawzia al-Otaibi és una activista saudita pels drets de les dones, que fa campanya a les xarxes socials per posar fi a la tutela masculina a l'Aràbia Saudita. Viu al Regne Unit, després d'haver estat citada per les autoritats per ser interrogada. Al desembre de 2024 ha estat designada com una de les 100 Dones de la BBC de 2024.
Tant ella com les seves dues germanes, Maryam i Manahel, han estat objecte per part de les autoritats saudites d'una campanya de persecució, amb amenaces i coaccions, per haver defensat els drets de les dones. Molt actives a les xarxes socials les germanes al-Otaibi es van afegir molt aviat a la campanya  #IAmMyOwnGuardian, que es va fer a les xarxes al 2016, per reclamar la fi de la tutela masculina a l'Aràbia Saudita, segons la qual fa falta el permís d'un marit, pare o tutor masculí per tal que una dona pugui casar-se o viatjar, per exemple. Tot i que les restriccions a viatjar s'han atenuat en la legislació més recent, encara s'imposen arbitràriament. Des d'aleshores les tres germanes han estat denunciades, perseguides o detingudes.
La seva germana Manahel al-Otaibi, de 30 anys, instructora d'educació física i fitnes, detinguda el novembre de 2022, ha estat condemnada a principis de 2024 per un tribunal de l'Aràbia Saudita a 11 anys de presó, després de ser jutjades com a delictes de terrorisme qüestions relatives a l'elecció de la roba o les opinions expressades en favor dels drets de les dones. Fawzia Al-Otaibi, que s'enfrontaria a càrrecs similars si no hagués fugit al Regne Unit, ha treballat per a l'alliberament de la seva germana Manahel, que ha sofert a la presó aïllament i tortura. En aquesta mateixa causa, Fawzia al-Otaibi va ser acusada de «dirigir una campanya de propaganda per incitar les nenes saudites a reprovar els principis religiosos i rebel·lar-se contra els costums i tradicions de la cultura saudita».
Pel que fa a la seva germana gran, Maryam al-Otaibi, va ser obligada a deixar la seva feina com a funcionària en un ministeri i quan va intentar sortir de l'Aràbia Saudita l'any 2022 va adonar-se que tenia prohibit viatjar. No havia estat detinguda ni empresonada, però podia ser-ho si intentava sortir del país.
Ella mateixa, Fawzia al-Otaibi, va ser multada al 2019 per «indecència pública» després d'haver publicat un vídeo seu a les xarxes socials, mentre ballava en un concert a Riad. Va passar tres anys a Dubai i, després de tornar esporàdicament al seu país i sentint-s'hi amenaçada, va fugir a Bahrain i després a Turquia, deixant les seves pertinences i la seva vida a Dubai. L'any 2023 es va traslladar a Edimburg i des d'allà centra tots els seus esforços a aconseguir que les seves germanes i ella mateixa puguin recuperar la llibertat.